# Jean d'Eltham
Pour les articles homonymes, voir Jean d'Angleterre (homonymie).
Titre
Comte de Cornouailles
6 octobre 1328 – 13 septembre 1336
(7 ans, 11 mois et 7 jours)
Jean d'Eltham, né le 15 août 1316 et mort le 13 septembre 1336, est le second fils d'Édouard II, roi d'Angleterre, et d'Isabelle de France.

## Biographie

### Enfance
Jean naît à Eltham, près de Londres, le 15 août 1316. Le 19 mars 1319, à l'âge de deux ans et demi, son père Édouard II le dote pour la première fois en terres en lui attribuant des possessions confisquées aux Écossais au Sud de la rivière Trent. Édouard continue à faire plusieurs dons de terres à Jean tout au long de son règne. Jean grandit d'abord sous la garde de sa nourrice Matilda Pyrie au sein des domaines de son frère aîné, le futur Édouard III. À partir de 1320, le prince réside auprès de sa mère, la reine Isabelle. Finalement, peu après le départ de sa mère Isabelle en France en mars 1325, le jeune garçon obtient de son père de vivre indépendamment dans ses propres possessions, bien qu'il n'ait alors que huit ans.
L'enfance de Jean est tumultueuse à cause des tensions entre Édouard II et son épouse Isabelle. En octobre 1326, la reine se soulève contre le roi avec le soutien des barons d'Angleterre. Chassé de Londres, Édouard s'enfuit au pays de Galles avec quelques fidèles. Pendant ce temps, la foule londonienne, mécontente, massacre les membres de l'administration royale et s'empare de la Tour de Londres, d'où sont libérés de nombreux prisonniers politiques. Jean d'Eltham est acclamé par les rebelles et désigné gardien de la capitale et de la Tour. Peu après, Édouard II est capturé et contraint d'abdiquer en faveur de son fils aîné, qui monte sur le trône sous le nom d'Édouard III.

### Au service de son frère
Jean d'Eltham est l'héritier du trône anglais de l'abdication de son père le 25 janvier 1327 à la naissance de son neveu Édouard de Woodstock le 15 juin 1330. Bien qu'étant encore jeune, il bénéficie de la confiance absolue de son frère aîné. En octobre 1328, Jean est créé comte de Cornouailles, ce qui fait de lui l'un des plus puissants pairs du royaume. En mai 1329, il est nominalement régent du royaume pendant que son frère part en France rendre l'hommage au roi Philippe VI de Valois pour le duché d'Aquitaine. Il s'acquitte de sa tâche avec succès en présidant l'ouverture du Parlement. Jean est envoyé en 1330 en Aquitaine afin d'y faire maintenir l'ordre. Il est rappelé en Angleterre dès avril 1331 pour régenter une seconde fois le royaume, Édouard III rendant à nouveau l'hommage à Philippe VI.
Lorsque Édouard se rend en Écosse en 1333 pour y rétablir sur le trône son allié Édouard Balliol, Jean accompagne l'armée de son frère. Il joue un rôle important dans la victoire anglaise à Halidon Hill le 19 juillet 1333. Au cours de la campagne anglaise vers Roxburgh à l'hiver 1334-1335, Jean conduit son propre contingent composé de 100 hommes d'armes et de 40 archers montés. En janvier 1335, il intercepte et défait un raid écossais à Redesdale, probablement avec l'aide des barons Henry de Percy et Ralph Neville. Pourtant, dès le 2 février 1335, au vu de son courage et de sa bravoure au cours des combats, le comte de Cornouailles est nommé gardien des Marches, ce qui lui donne une véritable autonomie au Nord du royaume. En remerciement pour ses services, Jean reçoit une concession de monnaie d'étain en Cornouailles en avril 1336. Le 20 juin 1336, Jean participe activement au Parlement de Northampton, juste avant de repartir pour son ultime expédition en Écosse.

### Projets de mariage et décès

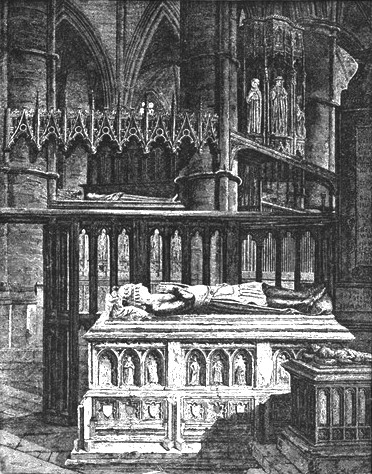
Tombe en albâtre de Jean d'Eltham à l'abbaye de Westminster.

Seul frère du roi Édouard III, la question du mariage de Jean se pose, d'autant que le premier fils du roi ne naît qu'en 1330. Dès mars 1328, Édouard commence des négociations pour marier son frère avec Maria Diaz II de Haro, héritière de la seigneurie de Biscaye. Par un contrat du 28 septembre 1334, le comte de Cornouailles est fiancé à Marie de la Cerda, descendante d'Alphonse X de Castille. Une dispense papale est demandée mais le contrat est abandonné lorsque les relations entre Édouard III et Philippe VI commencent à se dégrader. Maria épouse finalement en avril 1335 Charles d'Étampes, cousin du roi de France. En décembre 1335, Édouard projette de faire épouser à son frère Jeanne de Penthièvre, nièce et héritière du duc Jean III de Bretagne. Néanmoins, aucun de ses projets n'aboutira à des fiançailles.
En effet, ces projets se révèlent inutiles, puisque Jean d'Eltham meurt à tout juste vingt ans alors qu'il guerroie en Écosse. À l'été 1336, le comte de Cornouailles retourne en Écosse pour y repousser les partisans de David Bruce. Selon les chroniques écossaises, il aurait brûlé le prieuré de Lesmahagow, alors que de nombreux civils y avaient trouvé asile pour échapper aux Anglais. D'après Jean de Fordun, Édouard III, fou de rage, aurait tué son propre frère pour ne pas avoir obéi aux lois sacrées du sanctuaire. Selon l'historien Tom Beaumont James, ce récit « défie la distinction entre l'histoire et l'Histoire ». Les historiens modernes pensent qu'il est plus probable que le comte de Cornouailles soit mort d'une fièvre à Perth le 13 septembre 1336. Son corps est enterré à l'abbaye de Westminster le 15 janvier 1337, avec tous les honneurs dus à un prince royal. Sa tombe en albâtre est exécutée à la demande de sa mère Isabelle.